# Oh Ha-na
Oh Ha-na (n. 8 ianuarie 1985, Seongnam, Coreea de Sud) este o scrimeră sud-coreeană, medaliată olimpică. A participat la o ediție a Jocurilor Olimpice (2012) în care a câștigat o medalie de bronz.